# Olšanská (Praha)
Ulice Olšanská je významná dopravní komunikace v Praze 3-Žižkově. Vede přibližně východo-západním směrem v délce asi 850 metrů a spojuje křižovatku na Olšanském náměstí na západním konci u kostela sv. Rocha a křižovatkou ve tvaru T u nákladového nádraží Žižkov na východním konci.
Název ulice připomíná zaniklou vesnici Olšany, zmiňovanou už v roce 1306. Vesnicí protékal Olšanský potok a podél nynější ulice bylo dříve několik rybníků.

## Trasa ulice
Olšanská ulice je přímá, pouze mírně stoupá směrem na východ. Začíná křižovatkou na Olšanském náměstí jako přímé pokračování Táboritské ulice (ta je pokračováním Seifertovy). Na jih, do kopce, z této křižovatky směřuje ulice Jičínská, na sever z kopce ulice Prokopova.
Na začátku Olšanské na levé straně (pod Vrchem svatého Kříže) je parčík a tenisové kurty, za nimi odbočuje Sauerova ulice (vede k Milíčovu domu). Na pravé straně je kostel sv. Rocha a čerpací stanice. V další části Olšanské je moderní zástavba obytných i administrativních budov.
Ulice končí před areálem nákladového nádraží Žižkov křižovatkou s ulicí Jana Želivského.

## Doprava

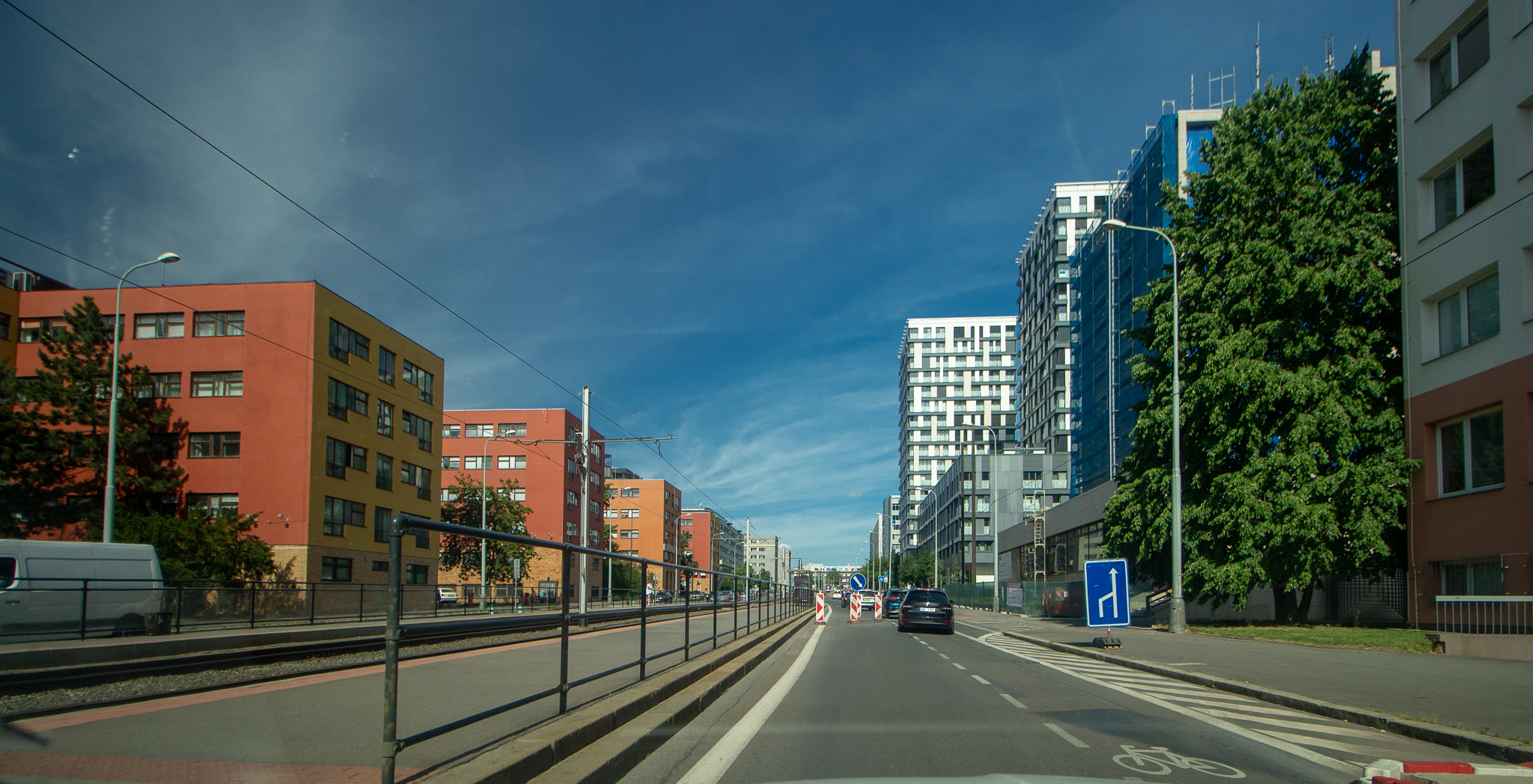
Olšanská ulice

V ulici je tramvajová trať se zastávkami Olšanské náměstí, Olšanská a Nákladové nádraží Žižkov.

## Významné objekty

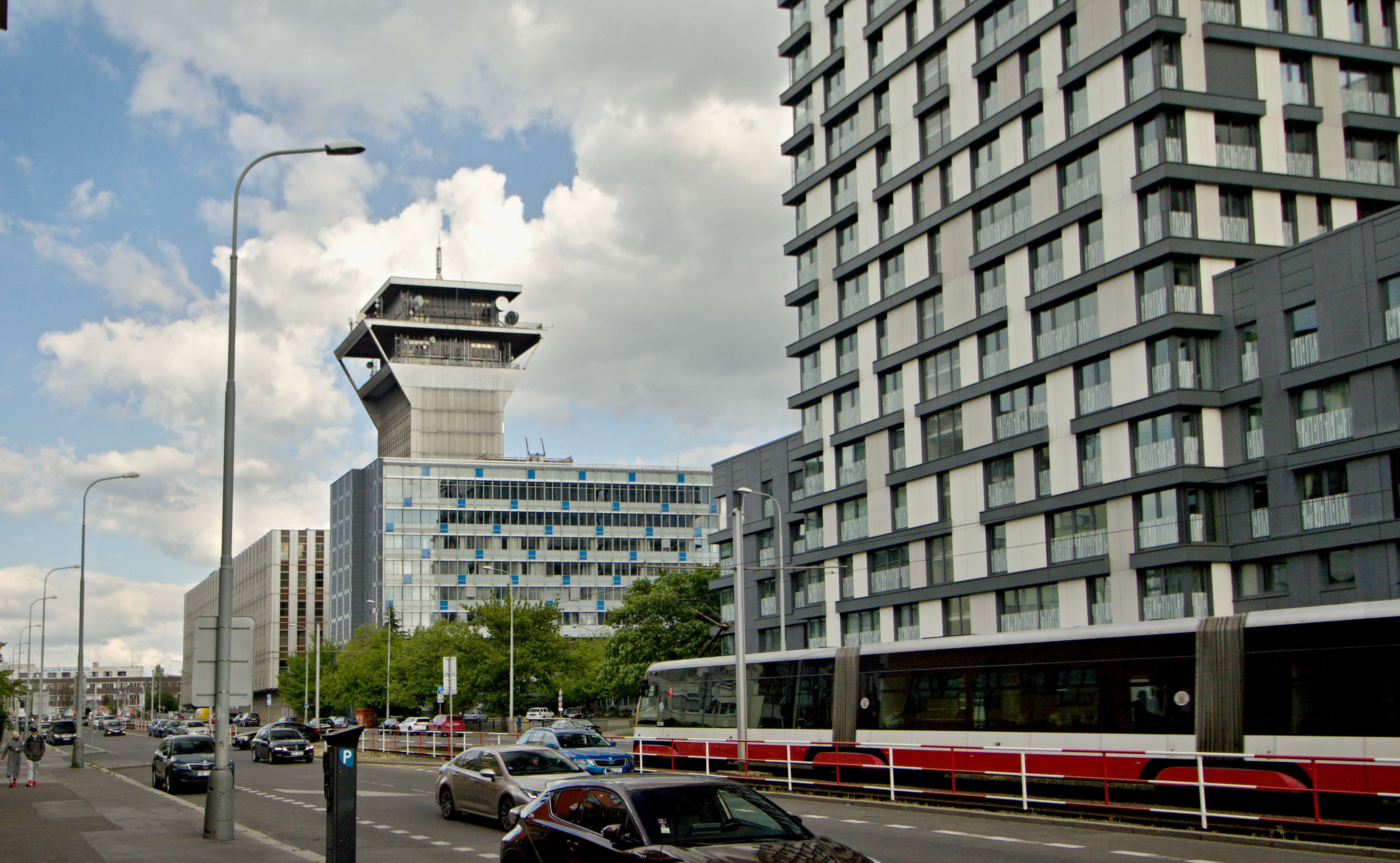
Olšanská ulice, Ústřední telekomunikační budova a vpravo část Residence Garden Towers

V Olšanské ulici se nacházejí tyto objekty a instituce:
- Kostel svatého Rocha při Olšanských hřbitovech I.
- Ředitelství služby cizinecké policie (Olšanská 2176/2)

- Mezinárodní konzervatoř Praha (Olšanská 55/5)
- Poliklinika (Olšanská 2666/7)
- Residence Garden Towers
- Ústřední telekomunikační budova (je určena k demolici, na jejím místě má vzniknout nový rezidenční a komerční komplex)
- Pošta Praha 3
- Nákladové nádraží Praha-Žižkov